# Diane Francis (Journalistin)

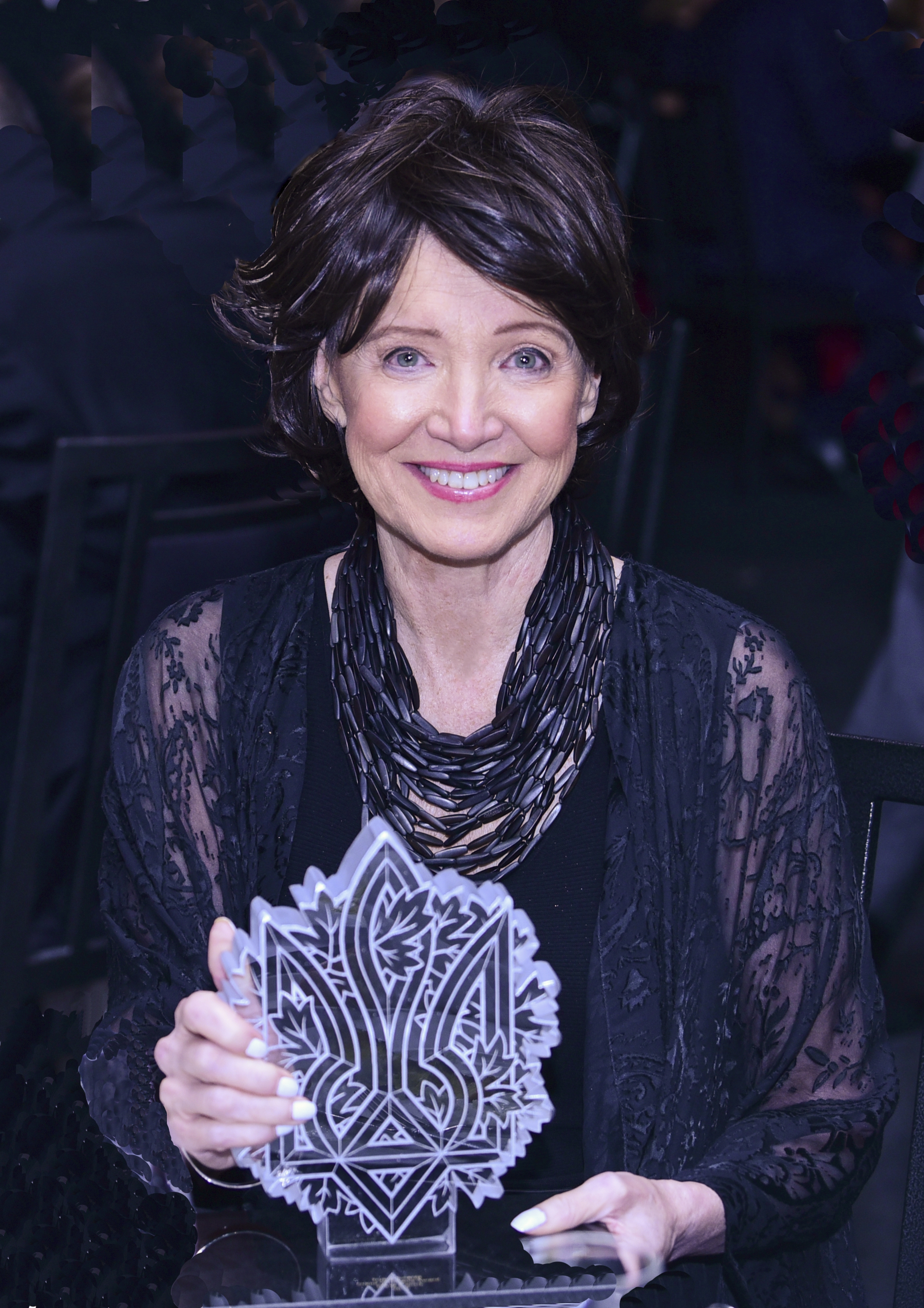
Diane Francis (2019)

Diane Marie Francis (* 14. November 1946 in Chicago) ist eine kanadische Journalistin.

## Leben
Sie wanderte 1966 aus den USA nach Kanada aus und wurde dort eingebürgert.
Francis war Reporterin und Kolumnistin beim Toronto Star von 1981 bis 1987, dann Kolumnistin und Direktorin bei der Toronto Sun, Maclean’s und der Financial Post und ihre Herausgeberin von 1991 bis 1998, als das Medium in die National Post integriert wurde. Sie ist seither Kolumnistin und Mitherausgeberin der National Post.
Diane Francis hat zehn Bücher über kanadische sozioökonomische Themen verfasst.
Sie war Professorin an der Ted Rogers School of Management (vormals Ryerson University) in Toronto und ist Ehrendoktorin der Saint Mary’s University Halifax (1997) sowie der Ryerson University (2013).